# Истапалука
Истапалука (на испански: Ixtapaluca) е град в щата Мексико, Мексико. Истапалука е с население от 290 076 жители (2005 г.). Пощенският му код е 56530 и е основан през 1933 г. Намира се на 2260 метра н.в. в източната част на щата. Част е от метрополния район на Мексико Сити.